# Dymasius macilentus
Dymasius macilentus là một loài bọ cánh cứng trong họ Cerambycidae.